# Espira-de-Conflent
Espira-de-Conflent là một xã thuộc tỉnh Pyrénées-Orientales trong vùng Occitanie phía nam Pháp. Xã này nằm ở khu vực có độ cao trung bình 330 mét trên mực nước biển.